# 214.ª Brigada Mixta (Ejército Popular de la República)
La 214.ª Brigada Mixta fue una unidad del Ejército Popular de la República creada durante la Guerra Civil Española.

## Historial
Fue creada el 24 de agosto de 1937 en la zona de La Solana, quedando bajo el mando del comandante de infantería Rafael Trigueros, si bien el período de formación no concluiría hasta el mes de noviembre. Quedó integrada en la 66.ª División. A su vez el mando de la brigada pasó al mayor de milicias Francisco del Castillo Sáenz de Tejada.
A comienzos de enero de 1938 fue enviada al frente de Aragón para participar en la conquista de Teruel. Una vez caída esta, la 214.ª BM se integró junto al resto de la 66.ª División en la Agrupación Francisco Galán, que tenía la misión de defender la ciudad recién conquistada. Tomaría parte en un ataque sobre la posición de «El Muletón» y poco después fue enviada al sector de Alfambra. Allí se vería sorprendida en sus posiciones por la ofensiva franquista, debiendo retirarse. No volvería a tomar parte en acciones militares de relevancia, manteniendo sus posiciones en la zona de Rincón de Ademuz.
Durante el resto de la contienda no volvería a tomar parte en acciones militares de relevancia.

## Mandos
Comandantes en jefe
- Comandante de infantería Rafael Trigueros;
- Mayor de milicias Francisco del Castillo;[2]
- Mayor de milicias Manuel García Fernández

Comisarios
- Joaquín Rodríguez Castro;
- Rafael García Muñoz, de la CNT;[4]